# Finländsk litteratur
Finländsk litteratur är litteratur skriven av finländare och viss annan litteratur utgiven i Finland. Finland är ett land med två nationalspråk, finska och svenska. Finsk litteratur omfattar all litteratur skriven på finska språket och svensk litteratur all litteratur skriven på det svenska språket inclusive finlandssvensk litteratur. Litteratur ges ut också på de samiska språken och romani samt på olika invandrarspråk.